# Koločep (wyspa)
Koločep, także Kalamota (wł. Calamotta) – chorwacka wyspa na Adriatyku. Jej powierzchnia wynosi 2,439 km² a długość linii brzegowej 12,869 km.
Spośród zamieszkanych, największych wysp archipelagu Elafickiego, jest położona najbliżej, ok. 4 km na północny zachód, od Dubrownika. Na zachód od wyspy leży Lopud, na południowy zachód Sveti Andrija, a na wschód Daksa. Koločep jest oddzielony od kontynentu kanałem Koločepskim, który w najwęższym miejscu ma szerokość 1 km. Jest położoną najbardziej na południe z zamieszkanych wysp Chorwacji. Znajdują się tutaj 2 miejscowości, Gornje Čelo i Donje Čelo, które są połączone jedynie betonową promenadą – na wyspie nie ma innych dróg.